# Nicolò Armini
Nicolò Armini, né le 7 mars 2001 à Marino en Italie, est un footballeur italien, qui joue en tant que défenseur central pour le club Crotone en Serie C.

## Biographie

### En club
Nicolò Armini est formé par la Lazio Rome, qu'il rejoint en provenance de l’ASD Santa Maria. Considéré comme l'un des plus importants espoirs du club, il est notamment comparé à Alessandro Nesta, légende de la Lazio. C'est avec ce club qu'il débute en professionnel. Le 29 novembre 2018, il joue son premier match en professionnel, à l'occasion d'une rencontre de Ligue Europa entre son équipe et l'Apollon Limassol. Il entre en jeu à la place de Felipe Caicedo ce jour-là, et son équipe s'incline par deux buts à zéro. Le 20 mai 2019, Armini joue son premier match de Serie A, en entrant en jeu à la place de Luiz Felipe, sorti sur blessure, lors d'une rencontre face au Bologne FC (3-3).
Le 30 juin 2020, Armini prolonge son contrat avec la Lazio jusqu'en juin 2023.
Le 10 août 2021, Armini est prêté pour une saison au Plaisance Calcio.
Le 27 juillet 2022, Nicolò Armini est de nouveau prêté pour une saison, cette fois au Potenza Calcio.
Le 23 août 2023, Nicolò Armini s'engage définitivement avec le Potenza Calcio. Il signe un contrat courant jusqu'en juin 2025.
Le 30 août 2024, Armini a rejoint le club Crotone en Serie C.

### En équipe nationale
Avec les moins de 17 ans, Nicolò Armini participe au championnat d'Europe des moins de 17 ans en 2018, qui est organisé en Angleterre. Titulaire en défense centrale durant tout le tournoi, il prend part aux six matchs de son équipe. Il officie même comme capitaine de l'équipe lors de la demi-finale gagnée contre la Belgique. L'Italie s'incline en finale face aux Pays-Bas, après une séance de tirs au but. Armini figure dans l'équipe type de la compétition.
Avec les moins de 18 ans, il officie comme capitaine à cinq reprises, et inscrit un but contre la Slovénie en août 2018.
Avec les moins de 19 ans, il participe au championnat d'Europe des moins de 19 ans en 2019, qui se déroule en Arménie. Il ne prend part qu'à un seul match durant cette compétition, contre l'Arménie, où les Italiens s'imposent sur le large score de quatre buts à zéro. Au total Armini joue huit matchs avec cette sélection, entre 2018 et 2020. Il officie également comme capitaine à une reprise.
Armini joue ensuite avec les moins de 20 ans, faisant en tout quatre apparitions, toutes en 2021.

## Palmarès
Italie -17 ans
- Finaliste du championnat d'Europe des moins de 17 ans
  - 2018.